# 윤치호 일기
《윤치호 일기》(尹致昊日記)는 조선과 일제강점기의 정치인, 사상가, 계몽운동가, 교육자인 좌옹 윤치호가 쓴 일기이다. 1883년부터 1943년까지 날짜별로 일기가 수록되어 있다. 중간에 누락된 며칠의 일기를 제외한 윤치호의 생애 중 1883년부터 1943년 사이의 60년간에 벌어졌던 각종 사건과 행적을 담은 기록으로, 그 당시 시중에 돌던 소문과 각 인물별 행적, 동정 등이 비교적 상세하게 실려져 있다. 그러므로 한 개인의 사상뿐 아니라 한국의 근현대사 연구에 매우 귀중한 자료이다.
1883년 1월 1일부터 1887년 11월 24일까지는 한문으로만 썼고, 1887년 11월 25일부터 1889년 12월 6일까지는 한글로만, 1889년 12월 8일부터 1943년 12월 7일까지는 영문으로만 썼다. 한문과 국문 일기는 음력 날짜를 먼저 쓰고 그 아래에 양력을 썼고, 영문 일기에서는 양력을 위에 쓰고 그 아래에 음력을 쓰다가 후반기에는 양력 날짜만 표기했다. 아들들에게 분리 보존되다가  윤영선이 1973년 1883년~1906년치의 일기를 기증하였고, 2001년 윤장선은 자신이 소장하고 있던 1916년~1943년분 일기를 국사편찬위원회에 기증함으로써 1910년~1915년 사이의 실전된 부분을 제외하고 외부에 알려지게 되었다. 실전된 부분은 105인 사건시 일제에게 압수당한 후 돌려받지 못했다. 윤영선과 윤장선은 각각 보유한 윤치호 일기를 윤치호의 모교인 에모리 대학에 기증하여 에모리대학 도서관이 원본을 보유하고 있다.

## 시기별 특징

윤치호 일기 (1883 ~ 1943). 윤치호의 일기로 초기에는 한문, 국문으로 적혔으나 후반의 일기는 영문으로만 쓰였다.

윤치호 일기 (1883 ~ 1943)

윤치호 일기 중 1883년 1월 1일부터 1887년 11월 24일자 일기는 한문으로 썼다. 이 중 1883년 1월 1일자부터 1883년 1월 16일자 일기 (음력 1882년 임오 음력 11월 22일~ 음력 12월 8일자)까지는 임오일기(壬午日記)라 부른다. 이는 윤치호 생전에 언론에 공개한 것으로 1934년의 《개벽》지 제1호에 실리기도 했다.
1883년 10월 19일부터 1906년 7월 3일까지의 윤치호 일기 수필원본은 30여 권의 대학공책과 종이 묶음, 수첩류 등에 기재되어 있다. 1910년부터 1915년 사이의 일기는 실전되었는데, 아들 윤영선 등에 의하면 윤치호가 105인 사건으로 조선총독부 경찰에 끌려갔을 때 압수당하여 돌려받지 못했다 한다. 1916년부터 1943년까지의 수필원본은 모두 미국산 규격 일기장 공책(13X19cm)에 기록되어 있다.

### 시대상 및 사회상
1883년 1월 1일부터 1887년 11월 24일까지의 일기는 한문으로, 1887년 11월 25일부터 1889년 12월 7일까지의 일기는 국문으로, 1889년 12월 7일 이후의 일기는 모두 영문으로 쓰여 있다. 나중에 누군가 자신의 일기를 들춰볼 것을 염려했던 윤치호는 결국 내용 비밀 유지 겸 자신의 부족한 영어 어휘력 공부를 겸하여 1889년 12월 7일자 일기부터는 영문으로 썼다. 1889년과 1894년 사이의 일기에는 존경하는 미래씨에게 편지를 보내는 형식으로 종종 일기를 썼다. 1880년대 초기 일본 유학 시절과 귀국 직후의 일기에는 메이지 유신(明治維新) 이후 일본 사회의 변화 발전상과 김옥균(金玉均) 등 인사들의 도쿄 체류 동향, 그밖에 일본 체류중인 한국인의 동향이 기록되어 있다. 1883년~1884년의 국내체류 시기의 일기에는 국내외 정세, 그 중에서도 특히 미국공사관과 개화당 및 갑신정변에 관한 기록이 상세하다. 초기에는 고종과 명성황후에 대한 존경심과 기대, 개화파 김옥균과 박영효 등에 대한 기대가 담겨 있었다. 그러나 갑신정변 전후로 이들의 무모함을 지적하는 동시에 왕과 왕비에 대해서도 실망과 경계하는 내용이 담겨 있다. 1884년 말부터 1888년 말까지 중국유학 시기의 일기에는 상해의 대학생활과 당시의 중국사정 및 상해 체류 한국인의 동정이 기록되어 있다.
그밖에 중국내 체류중이던 조선인 유학생들의 실태, 중국인 가정의 불결한 위생상태, 영국인 등 유럽인들이 중국인을 멸시하였다는 내용 등도 두루 포함되어 있다.

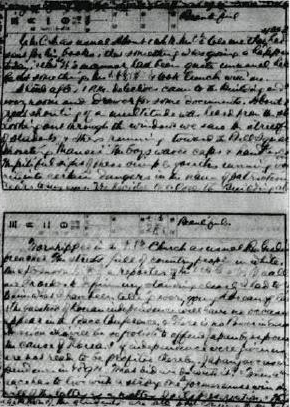
1919년 3월 1일자 윤치호 일기

1888년 11월부터 1893년 10월까지 미국유학 시대의 일기에는 사소한 개인 이야기, 고국의 부모와 서신을 주고받은 것, 밴더빌트 대학(Vanderbilt)과 에모리 대학(Emory)에서의 대학생활과 신앙활동 및 강연활동 등에 대한 이야기 미국의 문명발전과 인종차별문제, 현지 성경 설교 순회강연 시 만나본 미국인들의 생활, 일부 목회자들의 음주와 사창가 출입 등이 기록되어 있다. 특히 미국 유학 중 윤치호는 아프리카에 기독교 선교를 말하면서도 한편으로는 주말 오전 예배때 흑인들을 모조리 박멸해버려야 된다는 어느 남부 감리교 목사의 이중적인 발언들을 듣고 충격을 받기도 했다.
1893년 11월부터 1894년 12월까지 청나라 체류 시기의 일기에는 자신의 혼인과정, 중국인들의 생활상과 위생 상태, 김옥균의 암살전후 상황, 상하이의 조선 총영사관 직원들 및 민영익 등 상하이 체류자들의 활동 상황, 영국과 유럽 열강의 청나라 공략에 대한 간단한 소문들, 청일전쟁의 경과 및 한국, 중국, 일본, 미국, 만주, 베트남, 러시아 등의 정세 등이 언급, 기록되어 있다.
1895년 1월 귀국 이후 1907년까지 국내활동 시기의 일기에는 국내 정치 사회 분위기와 갑오경장, 을미개혁, 을미사변, 아관파천의 전후 사정과 당시 부패하고 경직된 관리들의 태도, 명성황후 암살 사건 전후의 정치상황, 러시아 황제 니콜라이 2세 대관식 수행원 참석관계의 여행과정 및 독립신문 편집 참여와 독립협회, 만민공동회 등의 인권운동, 국권·민권운동의 전말이 상세히 기록되어 있다. 1895년 일기에는 주로 국내 관료들의 무능함과 부패함, 표리부동한 처신과 행동 등이 담겨져 있고, 언문을 사용할 것을 상주하자 나는 언문을 배우지 못했다는 김홍집외 일부 고관들의 반발, 개화파와 민권운동에 대한 모함을 하는 일부 관료들에 대한 의견이 담겨 있다. 1896년 이후의 일기에는 독립협회와 만민공동회를 무고하는 황국협회 및 조병식을 비롯한 정부 대신들에 대한 비판, 고종에 대한 경멸과 대한제국 황실의 존재에 대한 회의감과 의심을 품게 되었다. 또한 그는 을미사변 당시의 일기와 이후의 일기에서 왕비 암살에 유길준을 비롯한 조선인 협력자들이 가담했음을 언급하기도 했다.
윤치호 자신의 친 고모가 죽었는데 진심어린 애도, 슬픔보다는 외부에 잘 보이기 위해서 장례식 때 슬픈 척 하는 것, 사촌 윤치소의 아들 윤원선의 결혼식을 윤치소의 형제들이 화려하게 한 것과 초청자 명단에 박영효의 이름을 집어넣은 것, 그밖에 쓸데없는 조선사회의 사치스러운 결혼식과 사치스러운 장례식들에 대한 윤치호의 평도 담겨져 있다.
또한 한일 합방 조약 이후 고종을 측근에서 모시던 신하들의 석연찮은 행동과 시중에 돌던 고종 독살설을 한진창으로부터 전해들은 일 및 먼 친척인 윤덕영 등에 대한 비판, 글을 모르는 조선인 고위 관리들, 자신의 삼촌 윤영렬도 군 장성이었지만 학식이 짧았던 것, 사촌 동생 윤치오의 낭비벽 및 그가 이상재, 한진창 등에게 빚을 지고 파산한 일, 민족 독립 선언서를 작성한 이광수나 최남선이 글은 짓지만, 민족 대표자 서명에 서명을 거절한 일, 독립운동에 참여했던 최남선이 1930년대 후반 앞장서서 총독부 학무국에 협력한 일, 남성은 바람을 피우면서도 여성에게만 정절을 강요한 일, 남편에게 부당하게 이혼당한 나혜석, 박인덕 등의 편에 섰던 일, 박인덕이 적극신앙단의 신흥우와 가깝게 지내자 박인덕에 대한 동정심을 버리고 비판조로 변한 것 등도 두루 수록되어 있다.
1900년대의 일기에는 지방관리의 부패상과 개신교, 천주교 선교사들의 월권행위와 권력남용, 철도부설권의 해외 매각 문제, 민중의 동태와 무기력, 고위층의 부패와 타락한 지식인들, 무능력한 중류층, 조선 사회의 위생관념 결여, 그리고 러일전쟁의 경과와 을사조약 체결의 전말과 당시 고위층의 움직임 등이 구체적으로 기록되어 있다. 1910년부터 1915년 사이의 일기는 실전되었는데, 윤치호가 105인 사건으로 조선총독부 경찰에 끌려갔을 때 압수당하여 돌려받지 못했다.
1916년에서 1943년까지 일제강점기 당시의 일기에는 초기에는 조선총독부의 차별 정책과 세금 인상, 구한국 화폐 이용 금지, 3·1 만세 운동과 일부 민족 지도자들의 무책임한 태도, 1920년대 총독 교체 이후 무단통치에서 문화통치로 바뀌는 과정, 만주사변, 중일전쟁, 태평양전쟁, 진주만 공습 당시 자신의 입장과 국내외 지식인의 동향, 독립운동가 및 반체제인사들의 활동사항, 조선총독부의 대응, 조선총독부의 역차별과 총독부 관리들의 실적 올리기식 정책 등과 한국인의 어려운 생활상, 해외에 망명한 한국인 교포들에 대한 일본 헌병, 중국 마적, 한국인 독립운동가, 공산당 빨치산 등에 의한 이중삼중의 약탈, 그가 1920년대부터 맡던 각종 기독교단체 및 기독교 단체 사람들의 관계와 활동사항, 특히 YMCA 청년회 서울지부 및 YMCA중앙기독교청년회 본부 일과 기타 교육사업·사회사업 문제, 그밖에 적극신앙단 사건 등에 대해서 기록되어 있다.

## 기타
1883년부터 1943년까지의 일기이며 1943년 이후 1945년까지는 윤치호가 일기를 쓰지 않은 것인지, 아니면 분실했거나 파손된 것인지 여부는 불확실하다.
1950년 한국에서 6.25 전쟁이 발생하자, 당시 경기도 개성에 있던 윤치호의 장남 윤영선은 일기의 일부는 자신이 갖고 월남하고, 나머지 일제강점기의 중요한 부분은 보존을 위해 미국에 체류중이며 한국영사관 외교관인 남동생 윤장선에게 우편으로 보냈다. 휴전 뒤 1968년 윤영선이 국사편찬위원회에 자신이 소장하던 일부 내용을 기증하면서, 일기 내용이 번역되었다. 이후 미국 로스엔젤레스에 있던 윤장선 역시 형에게서 받은 일부를 1980년대 중반 택배로 대한민국 국사편찬위원회에 기증했다.

## 같이 보기
- 백범일지
- 도왜실기
- 독립정신
- 윤치호
- 윤치영
- 술회
- 안네의 일기
- 난중일기
- 송자대전
- 일기
- 자서전